# Fallito attentato allo stadio Olimpico di Roma
Il fallito attentato allo stadio Olimpico è un attentato dinamitardo, organizzato da Cosa nostra, che sarebbe dovuto avvenire il 23 gennaio 1994 con l'esplosione di un'autobomba in viale dei Gladiatori a Roma, all'uscita dello stadio Olimpico, dove si trovava un presidio dei Carabinieri in servizio di ordine pubblico per la partita di calcio Roma-Udinese. L'esplosione non avvenne per un malfunzionamento del telecomando che avrebbe dovuto innescare l'ordigno. L'attentato è inquadrato nella scia degli altri attentati del 1992-1993 che provocarono la morte di 21 persone, tra cui i giudici Giovanni Falcone e Paolo Borsellino, e gravi danni al patrimonio artistico italiano.

## Storia
A fine maggio 1993, alcuni mafiosi di Brancaccio, Corso dei Mille e Roccella, Gaspare Spatuzza, Cosimo Lo Nigro, Francesco Giuliano e Salvatore Grigoli, macinarono e confezionarono cinque forme di esplosivo in un magazzino a Corso dei Mille (preso in affitto dallo stesso Grigoli) e, insieme all'esplosivo, tagliarono dei tondini di ferro che dovevano servire ad amplificare l'effetto distruttivo dell'ordigno.
Nel periodo successivo, Spatuzza compì un primo sopralluogo presso lo Stadio Olimpico accompagnato da Antonio Scarano, spacciatore di droga di origini calabresi legato al boss Matteo Messina Denaro. A settembre, l'esplosivo fu nascosto in un doppiofondo ricavato nel camion di Pietro Carra, autotrasportatore che gravitava negli ambienti mafiosi di Brancaccio, il quale lo portò a Roma, presso un capannone dove lavorava il figlio di Scarano: Spatuzza, Lo Nigro, Giuliano e Scarano scaricarono l'esplosivo, che venne nascosto in un primo tempo nel furgoncino del figlio di Scarano e poi in una Lancia Thema rubata a Palermo e portata lì da Luigi Giacalone, mafioso di Roccella. A metà ottobre Spatuzza, Grigoli, Lo Nigro, Salvatore Benigno, Giuliano e Giacalone si portarono a Roma e vennero ospitati da Scarano dapprima in un appartamento quindi in una villetta a Torvaianica del suo amico Alfredo Bizzoni, dove furono raggiunti dal boss Giuseppe Graviano, il quale fece tornare Grigoli e Giuliano perché «erano troppi». Nello stesso periodo, Spatuzza e Scarano compirono un secondo sopralluogo allo Stadio Olimpico, seguendo due pullman dei Carabinieri per conoscerne i movimenti.
Il gruppo provvide a preparare l'innesco e l'esplosivo all'interno della Lancia Thema sempre presso il capannone: Scarano accompagnò Lo Nigro e Benigno, che portarono la vettura al Viale dei Gladiatori, di fronte al presidio dei Carabinieri, dove Spatuzza e Giuliano avevano tenuto occupato il posto con un'altra auto. L'autobomba, che sarebbe dovuta esplodere al passaggio del pullman dei Carabinieri, non detonò per un difetto del telecomando che controllava l'esplosivo, pertanto nei giorni successivi Scarano la fece rimuovere con il carro attrezzi di un amico per poi farla rottamare presso un altro conoscente, dopo che Lo Nigro e Giacalone avevano rimosso e nascosto l'esplosivo.

### Indagini e processi
Nel 1995, su indicazione del collaboratore di giustizia Pietro Romeo, ex mafioso di Brancaccio, gli inquirenti trovarono alcuni pacchi di esplosivo nascosti in una villetta a Capena, in provincia di Roma, presa in affitto da Antonio Scarano, e altri involucri di esplosivo misto a tondini di ferro e cementizi a Bracciano, presso la villetta di Aldo Frabetti, amico di Scarano. Le indagini della Procura di Firenze ricondussero l'esplosivo sequestrato a Scarano e Frabetti ad un fallito attentato allo stadio Olimpico in base alle dichiarazioni dei collaboratori di giustizia Salvatore Grigoli, Pietro Carra, Alfredo Bizzoni, Pietro Romeo e dello stesso Scarano. 
Nel 1998 Cosimo Lo Nigro, Gaspare Spatuzza, Francesco Giuliano, Luigi Giacalone, Salvatore Benigno, Pietro Carra, Antonio Scarano, Antonino Mangano e Salvatore Grigoli furono riconosciuti come esecutori materiali del fallito attentato allo Stadio Olimpico nella sentenza per le stragi del 1993, nella quale si leggeva: «[...] è proprio tra il 4 e il 9 gennaio 1994 che va collocato il fallito attentato allo stadio di Roma. [...] Le risultanze istruttorie [...] consentono di concludere che allo Stadio Olimpico di Roma, tra la fine del 1993 e gli inizi del 1994, fu tentata un'azione in grande stile contro uomini delle istituzioni (Carabinieri o Poliziotti), che solo per miracolo non provocò le conseguenze orrende cui era preordinata: l'uccisione di molte decine di persone».
Nel 2002, durante un'audizione dinanzi alla Commissione parlamentare antimafia, il procuratore Piero Luigi Vigna (che si occupava dell'inchiesta sulle stragi del 1993) dichiarò che le sue indagini avevano accertato che il fallito attentato all'Olimpico poteva collocarsi temporalmente durante la giornata del 31 ottobre 1993, mentre allo stadio si giocava la partita di calcio Lazio-Udinese. Tuttavia nel 2008 Gaspare Spatuzza iniziò a collaborare con la giustizia e fornì una nuova ricostruzione sui tempi e l'esecuzione del fallito attentato: in particolare, Spatuzza dichiarò che nell'ottobre 1993 incontrò Giuseppe Graviano in un bar di via Veneto a Roma per ricevere direttive sull'attentato all'Olimpico e questi gli confidò anche che stavano ottenendo tutto quello che volevano grazie ai contatti con Marcello Dell'Utri e, tramite questi, con Silvio Berlusconi; secondo Spatuzza, lui e Salvatore Benigno rubarono alcune targhe da apporre sull'autobomba per evitarne l'identificazione e sempre loro si appostarono su una collinetta che sovrastava lo stadio per premere il telecomando che avrebbe provocato l'esplosione al termine dell'incontro di calcio ma il congegno non funzionò e quindi l'attentato venne sospeso.
Nel 2011, nelle motivazioni della sentenza che condannava il boss Francesco Tagliavia per le stragi del 1993 in seguito alle accuse di Spatuzza, si leggeva: «Dagli esposti rilievi discende un secondo profilo di divergenza attinente alla presumibile data in cui il fallito attentato si sarebbe verificato, collocata nella motivazione della sentenza del '98 (senza ricevere smentite in appello) tra il 4 e il 9 gennaio '94, [...] in coincidenza con la partita di calcio Roma-Genoa [...]. Ma tale data, tenendo conto del furto delle targhe che vennero apposte sulla Lancia Thema rivelato da Spatuzza [...], è da rettificare in quella del 23 gennaio '94, quando si svolse l'altra partita di campionato tra le squadre della Roma e dell'Udinese».